# Retamal de Llerena
Retamal de Llerena je španělská obec situovaná v provincii Badajoz (autonomní společenství Extremadura).

## Poloha
Obec je vzdálena 32 km od města Castuera, 56 km od města Llerena, 57 km od města Don Benito, 66 km od Méridy a 138 km od města Badajoz. Patří do okresu Campiña Sur a soudního okresu Llerena.

## Historie
V roce 1834 se obec stává součástí soudního okresu Mérida. V roce 1842 čítala obec 62 usedlostí a 225 obyvatel.

## Odkazy

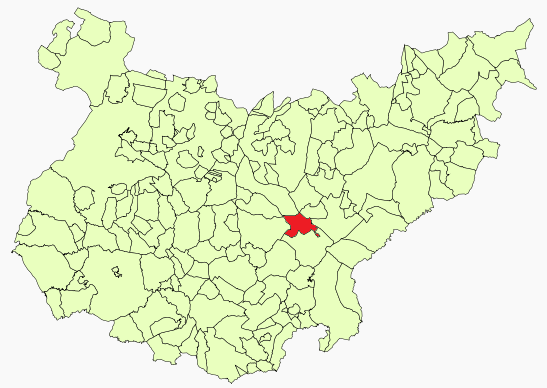
Poloha obce v provincii Badajoz

## Demografie
| Populace obce Retamal de Llerena z let (1842–2010) | Populace obce Retamal de Llerena z let (1842–2010) | Populace obce Retamal de Llerena z let (1842–2010) | Populace obce Retamal de Llerena z let (1842–2010) | Populace obce Retamal de Llerena z let (1842–2010) | Populace obce Retamal de Llerena z let (1842–2010) | Populace obce Retamal de Llerena z let (1842–2010) | Populace obce Retamal de Llerena z let (1842–2010) | Populace obce Retamal de Llerena z let (1842–2010) | Populace obce Retamal de Llerena z let (1842–2010) | Populace obce Retamal de Llerena z let (1842–2010) | Populace obce Retamal de Llerena z let (1842–2010) | Populace obce Retamal de Llerena z let (1842–2010) | Populace obce Retamal de Llerena z let (1842–2010) | Populace obce Retamal de Llerena z let (1842–2010) | Populace obce Retamal de Llerena z let (1842–2010) | Populace obce Retamal de Llerena z let (1842–2010) | Populace obce Retamal de Llerena z let (1842–2010) |
| -------------------------------------------------- | -------------------------------------------------- | -------------------------------------------------- | -------------------------------------------------- | -------------------------------------------------- | -------------------------------------------------- | -------------------------------------------------- | -------------------------------------------------- | -------------------------------------------------- | -------------------------------------------------- | -------------------------------------------------- | -------------------------------------------------- | -------------------------------------------------- | -------------------------------------------------- | -------------------------------------------------- | -------------------------------------------------- | -------------------------------------------------- | -------------------------------------------------- |
| 1842                                               | 1857                                               | 1860                                               | 1877                                               | 1887                                               | 1897                                               | 1900                                               | 1910                                               | 1920                                               | 1930                                               | 1940                                               | 1950                                               | 1960                                               | 1970                                               | 1981                                               | 1991                                               | 2001                                               | 2010                                               |
| 225                                                | 382                                                | 452                                                | 582                                                | 761                                                | 765                                                | 863                                                | 1 137                                              | 1 348                                              | 1 685                                              | 1 759                                              | 2 081                                              | 1 788                                              | 917                                                | 661                                                | 597                                                | 531                                                | 499                                                |